# 程濟
程濟（？—？），陝西西安府朝邑縣（今陝西省大荔縣）人，明朝政治人物。
洪武末年，擔任岳池教諭。建文帝即位後，程濟上書說燕王將起兵，被逮捕論死。程濟說：「如果我的話不應驗，到時再殺我也未晚。」於是被收押在監獄。之後燕王朱棣果然起兵反，程濟獲釋，改為翰林院編修。後任北征軍參政，戰敗後召回。朱棣攻佔南京後，程濟逃跑；或有傳聞說他化裝為僧，與建文帝一同逃亡。